# Teucholabis (Teucholabis) hilaris
Teucholabis (Teucholabis) hilaris is een tweevleugelige uit de familie steltmuggen (Limoniidae). De soort komt voor in het Neotropisch gebied.